# Ochancourt
Ochancourt je francouzská obec v departementu Somme v regionu Hauts-de-France. V roce 2012 zde žilo 288 obyvatel.

## Sousední obce
Arrest, Franleu, Nibas, Valines

## Vývoj počtu obyvatel
Počet obyvatel